# ブーヤ
ブーヤ（伊: Buja）は、イタリア共和国フリウリ＝ヴェネツィア・ジュリア州ウーディネ県にある、人口約6,300人の基礎自治体（コムーネ）。

## 地理

### 位置・広がり

#### 隣接コムーネ
隣接するコムーネは以下の通り。
- アルテーニャ
- コッロレード・ディ・モンテ・アルバーノ
- ジェモーナ・デル・フリウーリ
- マヤーノ
- オゾッポ
- トレッポ・グランデ

### 気候分類・地震分類
ブーヤにおけるイタリアの気候分類 (it) および度日は、zona E, 2497 GGである。
また、イタリアの地震リスク階級 (it) では、zona 1 (sismicità alta) に分類される。

## 行政

### 分離集落
ブーヤには、以下の分離集落（フラツィオーネ）がある。
- Avilla, San Floreano, Sopramonte, Solaris, Madonna, Urbignacco, Santo Stefano, Collosomano, Sottocostoia, Ursinins Grande, Ursinins Piccolo, Monte, Arba, Caspigello, Campo Garzolino, Saletti, Tomba, Sala, Sottocolle, Ca' Martino, Arrio, Strambons, Tonzolano, Ontegnano, Codesio

## 姉妹都市
- アプリーリア、イタリア 1997年
- フィルスビーブルク（ドイツ語版）、ドイツ 2001年
- Domont、フランス 2008年